# 韋特萬德克山

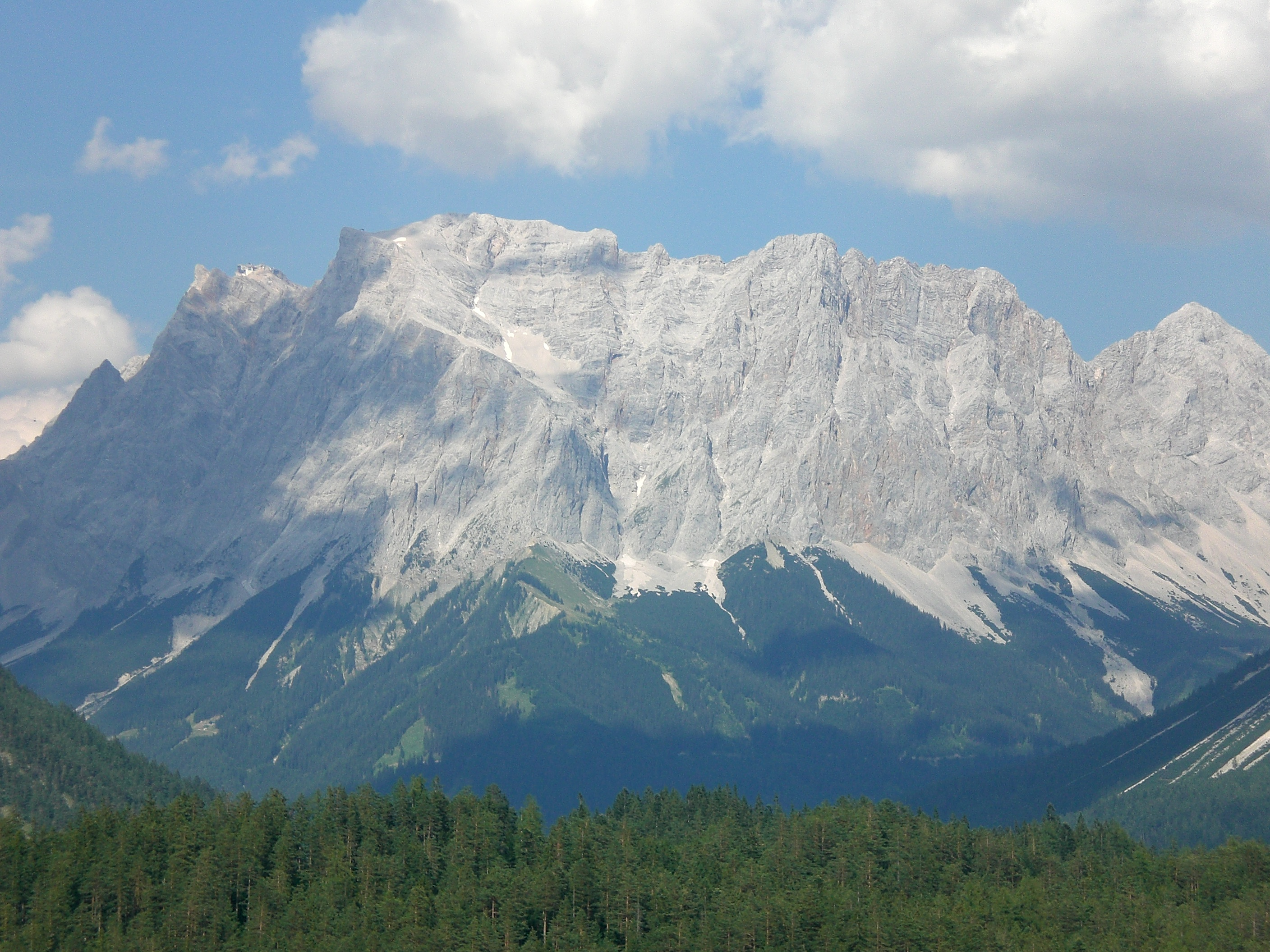

47°23′53″N 10°58′37″E / 47.39806°N 10.97694°E
韋特萬德克山（德語：Wetterwandeck），是中歐的山峰，位於德國和奧地利接壤的邊境，屬於韋特施泰因山脈的一部分，海拔高度2,698米，每年平均降雨量1,666毫米。